# Tony Sharpe
Anthony „Tony” Sharpe (ur. 28 czerwca 1961 w Kingston na Jamajce) – kanadyjski lekkoatleta specjalizujący się w krótkich biegach sprinterskich, uczestnik letnich igrzysk olimpijskich w Los Angeles (1984), brązowy medalista olimpijski w biegu sztafetowym 4 × 100 metrów.

## Sukcesy sportowe
- dwukrotny mistrz Kanady: w biegu na 100 metrów (1982) oraz 200 metrów (1984)[1]

| Rok  | Miasto          | Zawody                                       | Konkurencja                                    | Wynik                    |
| ---- | --------------- | -------------------------------------------- | ---------------------------------------------- | ------------------------ |
| 1980 | Greater Sudbury | Mistrzostwa państw panamerykańskich juniorów | bieg na 100 m sztafeta 4 × 100 m bieg na 200 m | brązowy medal 4. miejsce |
| 1982 | Brisbane        | Igrzyska Wspólnoty Narodów                   | sztafeta 4 × 100 m                             | srebrny medal            |
| 1983 | Edmonton        | Uniwersjada                                  | sztafeta 4 × 100 m                             | srebrny medal            |
| 1984 | Los Angeles     | Igrzyska olimpijskie                         | sztafeta 4 × 100 m bieg na 100 m               | brązowy medal 8. miejsce |

## Rekordy życiowe
- bieg na 60 metrów (hala) – 6,65 – Osaka 15/01/1985
- bieg na 100 metrów – 10,31 – Helsinki 07/08/1983
- bieg na 200 metrów – 20,79 – Monachium 26/07/1983